# 南海丸
南海丸（なんかいまる）は、鉄道省（後の日本国有鉄道）宇高航路に在籍した客船。同型船に「山陽丸」がある。
船名の「南海」は、南海道に由来する。

## 概要
「山陽丸」型は当時の瀬戸内海の連絡船では設備の優秀な快速船であり、遊覧船のような船であった。遊歩甲板前部が展望室となっており、その後部と上甲板に二等客室が、遊歩甲板後部と上甲板、下層甲板に三等客室があった。1930年（昭和5年）に運搬車28両を搭載できるように改装された。木部にはすべてチーク材が用いられ、畳敷きの二等客室に敷かれた絨毯は当時800円もしたものであり、洗面所や便所には大理石が多く用いられるなど、船の設備は贅沢なものであった。
「南海丸」の旅客定員は以下のように変わっている。
| 年                   | 二等客室 | 三等客室 |
| -------------------- | -------- | -------- |
| 1923年（大正12年）   | 158名    | 899名    |
| 1930年（昭和5年）    | 158名    | 954名    |
| 1934年（昭和9年）3月 | 158名    | 796名    |
| 1934年（昭和9年）6月 | 157名    | 953名    |
| 1935年（昭和10年）   | 157名    | 746名    |

## 船歴
「南海丸」は三菱造船神戸造船所で建造され、1923年（大正12年）1月8日に起工。同年4月18日に進水し、6月25日に竣工。7月3日に就航した。
1930年（昭和5年）5月11日、貨客船「大信丸」（大阪商船、1,304トン）と衝突。
1934年（昭和9年）9月22日、鉄道の不通に伴い「山陽丸」とともに宇野・相生間で臨時運行される。
1937年（昭和12年）7月23日、「第二勢登丸」と衝突。1943年（昭和18年）4月6日、女木島付近で座礁したが自力で離礁。
同年5月13日、「南海丸」は宇野港で沈没した。5月12日22時37分に「南海丸」は旅客778名を乗せて高松港を出港し、23時31分に宇野港に進入した。港内に停泊していた「古城丸」（大連汽船、1,684トン）の西側を通過中、潮流に流されて弁天島沖の浮標に接近。面舵を取って岩礁を避けた直後に「南海丸」は存在を知られていなかった岩礁に接触し、浸水した。「南海丸」は桟橋へ向かい、23時43分から8分間で全乗客が上陸した。その後、13日0時5分ごろに「南海丸」は沈没した。「南海丸」は7月4日に浮揚され、修理されて10月1日に復帰した。
1944年（昭和19年）10月23日、高松港口の北西約1600mで漁船と衝突。
戦後はGHQの日本商船管理局（en:Shipping Control Authority for the Japanese Merchant Marine, SCAJAP）によりSCAJAP-N051の管理番号が付与されたが、他船と重複するため、後にSCAJAP-N057に変更された。
1948年（昭和23年）12月27日、運航廃止。1951年（昭和26年）4月27日、高松港で係船される。1953年（昭和28年）9月7日、「山陽丸」とともに広瀬産業に売却された。
1956年（昭和31年）、藤田邦弘に売却され、主機を焼玉機関に変更する等の改装工事を受け、新生丸に改名。1963年（昭和38年）、和洋汽船に売却。
1965年（昭和40年）9月、広島県の沼隈にて解体が開始され、解体された。